# 八星報喜賀賀喜
八星報喜賀賀喜為Twins第四張賀年新歌精選專輯，於2005年1月20日在香港發行。此碟與師弟妹Boy'z、梁洛施、鄭希怡、吳浩康、李逸朗合作。

## 專輯介紹
農曆新年將至，歡天喜地迎雞年！英皇旗下八位歌手推出《八星報喜賀賀喜》賀年大碟，繼2004年Twins和Boy'z的「六嬸三太公」造型獲外間一致讚好後，英皇眾星於2005年決定繼續大玩造形，率先曝光造型有由Twins、Boy'z、鄭希怡、吳浩康、梁洛施和李逸朗模仿樂壇大姐大徐小鳳，並穿上徐小鳳姐最經典的白色連黑色波傘裙及戴上長長的鬈曲假髮，為賀年大碟《八星報喜賀賀喜》拍攝MV。而碟內徐小鳳更作聲音演繹，向大家拜年。

## 曲目
- 01. 八星報喜賀賀喜 (新歌) （a. 八星報喜／b. 財神到／c. 恭喜你／d. 喜氣洋洋／e. 迎春花／f. 大家恭喜／g. 八星報喜 ）
- 02. 四大才子發大財 (新歌) （a. 新春行大運／b. 錢會繼續／c. 天才白痴"錢錢錢" ）
- 03. 雙驕吐艷慶新春 (新歌) （a. 祝福你／b. 新年快樂）
- 04. 五福金雞喜滿堂 (新歌) （a. 歡樂年年／b. 新春頌獻）

| Disc1 | Disc1          | Disc1  | Disc1  | Disc1 |
| 曲序  | 曲目           |        | 作曲   | 備註  |
| ----- | -------------- | ------ | ------ | ----- |
| 1.    | 八星報喜賀賀喜 | 蔡妙雪 | 鍾橋韜 | 新曲  |
| 2.    | 四大才子發大財 |        |        | 新曲  |
| 3.    | 雙驕吐艷慶新春 |        |        | 新曲  |
| 4.    | 五福金雞喜滿堂 |        |        | 新曲  |
| 5.    | 孖寶668        |        |        |       |
| 6.    | 你最紅         |        |        |       |
| 7.    | 四喜臨門喜迎春 |        |        |       |